# Robert Keith (aktor)
Rolland Keith Richey (ur. 10 lutego 1898 w Fowler, zm. 22 grudnia 1966 w Los Angeles) – amerykański aktor filmowy.

## Filmografia
- 1930: Abraham Lincoln jako kurier Unii (niewymieniony w czołówce)
- 1933: The Shadow Laughs jako George Hackett
- 1947: Bumerang jako pan McCreery
- 1951: Czternaście godzin jako Paul E. Cosick
- 1951: Przybywa narzeczony jako George Degnan
- 1953: Arena walki jako podpułkownik Hilary Whalters
- 1953: Dziki jako szeryf Harry Bleeker
- 1956: Okup jako Jim Backett
- 1956: Pisane na wietrze jako Jasper Hadley
- 1957: Mężczyźni na wojnie jako kontuzjowany pułkownik
- 1959: W drodze do Cordury jako pułkownik Rogers